# Palača Beloselskih-Belozerskih

Palača Beloselskih-Belozerskih (rusko: Дворец Белосельских-Белозерских; poznana tudi pred revolucijo kot palača velike kneginje Elizabete Fjodorovne, Sergejeva palača in Dimitrijeva palača) je neobaročna palača na križišču Nevskega prospekta in reke Fontanke v Sankt Peterburgu, Rusija.

## Zgodovina

### 18. stoletje
Prva palača je bila zgrajena na Nevskem prospektu leta 1747 za kneza Mihaila Andrejeviča Beloselskega (1702–1755) v času vladavine Elizabete Ruske; stavba, veliko manjša, kot je danes, je bila zasnovana v francoskem slogu z velikim zasebnim vrtom in dostopom na kanal, s štukaturnim okrasom in poslikana v imitaciji apnenca.
Podedoval jo je sin - knez Aleksander Mihajlovič Beloselski (1752–1809) - prav on je leta 1800 kupil zemljišče, ki je omogočilo močno razširitev stavbe. Knez Aleksander Mihajlovič je bil tesen prijatelj, podpornik in predan služabnik Pavla I.. Zaradi odnosa med obema je Pavel I. dopustil, da se je leta 1800 obudil starodavni naslov Belozerskega kneza. Od takrat naprej bo družina znana kot Beloselski-Belozerski (Белосельский-Белозерский). Njihovi palači je dano tudi rurikidsko knežje dvojno ime Beloselski Belozerski.
Druga žena Aleksandra Mihajloviča, Ana Grigorjevna (rojena Kozickaja; njen oče je bil državni sekretar Katarine II., Gregorij Vasilievič Kozicki; bil je tudi rektor Moskovske univerze. Portret Ane Grigorjevne  znane francoske in ruske dvorne portretistke Élisabeth Louise Vigée Le Brun je v Nacionalnem muzeju žensk v umetnosti v Washingtonu, D. C. je bila dedinja velikega bogastva po materi Ekaterini Ivanovni Mjasnikovi (večja južno uralska območja kovin in rudnikov iz družin Mjasnikov-Tverdičev, npr. Jurjuzan, Ust- Katav, Katav-Ivanovsk, Nižni Tagil, Beloreck). To je omogočilo nadaljnje nakupe zemljišč v Sankt Peterburgu, vključno s Krestovskim otokom, pa tudi nadaljnje prizidke palače Beloselski- Belozerski.
Palača je po družinski liniji prešla do Espera Aleksandroviča Beloselski-Belozerskega (sina Aleksandra Mihajloviča), ki je umrl v mladosti. Njegova vdova, kneginja Elena Pavlovna Beloselska-Belozerska (née Bibikova) je bila lastnica palače do Konstantina Esperoviča Beloselski-Belozerskega (edinega sina Esperja Aleksandroviča in Elene Pavlovne).
Prav v času Elene Pavlovne je palača dobila današnji razkošen videz. Elena Pavlovna je poleg bogastva Beloselski-Belozerskih, ki izvira iz njihovih južno uralskih kovinarskih obratov, bogastvo podedovala tudi od lastne družine Bibikov (in od očeta njene mame, rojene Tatjane Jakovne Tverdičev, katere oče je bil brat izvornega rudnika na Uralu in kovinarski podjetnik Ivan Borisovič Tverdičev, ustanovitelj istega, ki je opozoril na uralsko bogastvo in začetnik družinskega partnerstva Tverdičev-Mjažnikov). Odločila se je, da bo palačo posodobila in obnovila po svojem okusu. Stara stavba je bila porušena in zgrajena nova palača (1846–48), ki jo je zasnoval Andreas Stackensneider, dvorni arhitekt Nikolaja I. Ruskega. Da bi to storila, je morala princesa zaprositi carja Nikolaja I. za dovoljenje za naročilo njegovih storitev. Dobila je dovoljenje od carja in palača je bilo edino Stackenscheiderjevo zasebno naročilo v mestu. Kneginja se je ponovno poročila s knezom Vasilijem Viktorovičem Kočubejem, sinom Viktorja Kočubeja in vnukom prvega princa Kotchubeja Viktorja Pavloviča (Glej: Elena Pavlovna Kotčubej \ Princesa Kočubej, kot jo je naslikal Franz Xavier Winterhalter, 1805–1875, v The Walters Art Museum Baltimore, Maryland ZDA).

### 19. stoletje
Po obnovi in odprtju njihove znamenite palače za javnost je palača Beloselskih-Belozerskih pridobila sloves, da spada med najbolj razkošne palače v Rusiji in tudi kot prizorišče najbolj razkošnih plesov in koncertov v Sankt Peterburgu. Elena Pavlovna je pridobila tudi sloves najboljše gostiteljice v Sankt Peterburgu - vlogo, ki jo bo pozneje prevzela velika kneginja Marija Pavlovna Ruska, snaha Aleksandra II.
Zdajšnja palača naj bi bila podobna bližnji Rastrellijevi palači Stroganov, ki je naprej na Nevskem prospektu, na vogalu kanala Moika. David Jensena je bil pozvan, naj izdela repliko. Po večjih prenovah v letih 1847–48 je palača - skupaj s piano nobile, koncertno dvorano, slikami Van Looja in kapelo - dobila osupljiv videz rokokoja.
Ko je sin kneginje Elene Pavlovne, knez Konstantin Esperovič Beloselski.Belozerski postal polnoleten, je podedoval palačo in tam živel z ženo (rojena Nadežda Dimitrievna Skobeleva) in njunimi številnimi otroki. Pogosteje so živeli na posestvu na Krestovskem otoku (Krestovsky Ostrov), kjer so obnovili velikanski dvorec v majhno palačo in kjer bi lahko uživali na deželi znotraj Sankt Peterburga. Ker je bila velika palača Beloselskih-Belozerskih velik strošek za družinske vire, so se odločili palačo na Nevskem  prospektu prodati.
Palača je bila postavljena na prodajo v času zaroke ruskega velikega kneza Sergeja Aleksandroviča s princeso Elizabeto Hessensko in Rensko leta 1883. Par, ki je potreboval primerno prebivališče v mestu, je stavbo našel, kupil in jo naredil njihovo glavno prebivališče. Prav on je dal palači sedanjo rdečo zunanjost. 
Pod lastništvom velikega vojvode Sergeja Aleksandroviča je bila palača deležna še ene obsežne prenove, tudi notranjosti. Obnova je vključevala dodajanje obsežne knjižnice in neoslovanske kapele. Par nikoli ni imel svojih otrok, vendar je bilo njihovo posestvo običajno polno zabav, ki jih je Elizabeta organizirala posebej za otroke. Sčasoma sta postala krušna starša ruskega kneza Dimitrija Pavloviča in velike kneginje Marije Pavlovne, Sergejeve nečakinje in nečaka preko njegovega mlajšega brata.

### 20. stoletje
Veliki knez Sergej Aleksandrovič je bil radikalen konservativec in njegova politika ga je naredila za  polarizirajoč lik. Kot guverner Moskve je postal leta 1905 žrtev nasilja vstaje v Moskvi, enega prvih skupnih prizadevanj revolucionarjev in levičarskih organizacij, ki so sprožile nemire in vstaje proti politiki Romanovih. Sergeja Aleksandroviča so v Kremlju 17. februarja 1905 umorili s teroristično bombo. Palača je bila takrat last njegove vdove, ki je leta 1909 postala redovnica. Šla je živeti v samostan Marfo-Mariinski in palačo podarila svojemu varovancu velikemu knezu Dimitriju .
Med prvo svetovno vojno, od januarja 1916 do januarja 1918, je bila palača osnova anglo-ruske bolnišnice, prostovoljne britanske bolnišnice Rdečega križa, ustanovljene za zdravljenje ruskih vojakov. Osebje so bili britanski zdravniki in medicinske sestre, vodili pa sta jo lady Muriel Paget in lady Sybil Gray (ustanovili sta tudi terenske bolnišnice na Volhiniji, Bukovini in Karpatih v današnji Ukrajini).
Veliki knez Dimitrij je palačo prodal na predvečer ruske revolucije; dve leti pozneje je bila nacionalizirana in je do leta 1991, ko je bila imenovana za občinsko kulturno dediščino, gostila deželno sovjetsko oblast. Notranjost palače v rokokoju je med drugo svetovno vojno utrpela veliko škode; v prvotno stanje so jo obnovili leta 1954 in zdaj gosti komorne koncerte za majhno občinstvo. Tu je tudi velika razstava voščenih del.
28. februarja 2012 je na strehi palače izbruhnil požar. O tem so poročali ruski tiskovni mediji, televizija in očividci. Očitno je bila škoda omejena; edina škoda je bila na podstrešju, glavna območja palače so bila  nedotaknjena. Koncerti in posebni dogodki se še vedno odvijajo, kot je to že, odkar je stavba postala last mesta Sankt Peterburg.